# Ferreras de Abajo
Ferreras de Abajo település Spanyolországban,  Zamora tartományban. Ferreras de Abajo Otero de Bodas, Calzadilla de Tera, Melgar de Tera, Villanueva de las Peras, Tábara és Ferreras de Arriba községekkel határos. Lakosainak száma 451 fő (2024).

## Népesség
A település népessége az utóbbi években az alábbiak szerint változott:
| Lakosok száma | 618  | 635  | 636  | 601  | 599  | 578  | 537  | 499  | 482  | 451  |
|               | 2001 | 2004 | 2007 | 2009 | 2012 | 2014 | 2017 | 2019 | 2022 | 2024 |